# Françoise Masson
Françoise „Adine” Masson – francuska tenisistka z przełomu wieków XIX i XX.
Jako pierwsza kobieta wygrała mistrzostwa Francji w roku 1897. Wygrała wtedy z Suzanne Girod 6:3, 6:1. Tytuły mistrzyni tego turnieju zdobywała również w latach 1898–1899. W finale pokonała Suzanne Girod również w 1902 roku, a rok później zwyciężyła wynikiem 6:0, 6:8, 6:0 z Kate Gillou-Fenwick. W 1904 roku została przez nią pokonana w finale tej imprezy.
W 1907 roku razem z Yvonne de Pfeffel triumfowały w pierwszej edycji rozgrywek gry podwójnej podczas mistrzostw Francji.